# Massacre au camp d'été 2
Série Massacre au camp d'été
Massacre au camp d'été
(1983) Massacre au camp d'été 3
(1989)
Pour plus de détails, voir Fiche technique et Distribution.
Massacre au camp d'été 2 (Sleepaway Camp II: Unhappy Campers), est un film d’horreur américain réalisé par Michael A. Simpson  en 1988.
C'est le second opus de la série Massacre au camp d'été.

## Synopsis
Cinq ans après le terrible massacre du Camp Arawak, Angela Baker, est engagé en tant que monitrice au Camp Rolling Hills, un camp situé à 96 km du camp du premier film. Désormais guéri de sa folie meurtrière après deux années de thérapie aux électrochocs et une chirurgie de réattribution de sexe, elle décide de se renommer Angela Johnson. Le film débute sur Phoebe, une jeune campeuse qui raconte le massacre du Camp Arawak autour d'un feu de camp avec un groupe de garçons, à l'insu d'Angela, qui est sa monitrice. A la suite d'une dispute, Phoebe tente de retourner à la cabane de son groupe, cependant, elle se perd et est tuée par Angela, qui l'assomme avec un rondin de bois avant de lui couper la langue.
Le lendemain, Angela réveille son groupe de campeuse et une d'entre elles, vit que Phoebe n'était pas là. Angela expliqua qu'elle a renvoyé cette dernière à la maison en raison de son mauvais comportement. Elle rappelle également à une des campeuses, Mary qu'elle doit arrêter de montrer ses seins et de se couvrir. Lors du dîner, Angela est élu "meilleure monitrice du camp" par le directeur du camp, Oncle John. Pendant que les autres campeurs se baignaient, Angela surpris les sœur jumelles Brooke et Jodi en train de consommer de la marijuana et de l'alcool. Voyant cela, elle profite que Brooke soit encore dans les vapes pour brûler sa sœur jumelle Jodi avant qu'elle ne brûle également cette dernière vivante. Les autres campeuses du groupe remarquent que les sœurs jumelles étaient absentes mais Angela expliqua la même excuse qu'elles étaient renvoyées à la maison en raison de leur mauvais comportements. 
Un soir, les campeurs du groupe de  T.C, entrent dans la cabane du groupe d'Angela pour faire la fête, mais Angela ordonne au groupe de quitter leur cabane. Parmi les gars, Sean, semble se rapprocher de Molly, et cette dernière a des sentiments pour ce dernier. Le  même soir, Angela surpris Mary en train d'exhiber ses seins et voyant cela, elle amène cette dernière en voiture où elle tue la campeuse avec une perceuse. 
Le soir suivant, alors que son groupe parti camper, elle vit que Anthony et Judd souhaitaient jouer un mauvais tour aux campeuses de son groupe en se déguisant en Freddy Krueger et Jason Voorhees. Angela tue d'abord Anthony en lui tranchant la gorge avec un gant similaire à celui de Freddy Krueger. Puis elle se déguise en Leatherface, avec un masque en peau du visage de Mary et tue Judd avec une tronçonneuse. Au moment où elle s'apprête également à tuer Ally qui est en train d'avoir des relations sexuelles avec un autre campeurs dans les toilettes, mais voyant que la tronçonneuse ne marche plus, elle décide d'abandonner et de retourner dans sa cabane.
Le lendemain, Angela remarque que Molly pleurait, les deux filles discutent ensemble et Molly confia que Ally voulait sortir avec Sean. Voulant que sa campeuse "favorite" retrouve le sourire, Angela laisse un message à Ally signé de Sean donnant rendez-vous à un vieux chalet abandonné. Ally se rendit sur place, mais ce n'est pas Sean mais Angela qui l'attendait. Cette dernière poignarde Ally dans le dos et la pousse dans les toilettes et la regarde se noyer dedans. Le soir venu, elle tue Demi en l'étranglant avec un fil de guitare ainsi que Lea en la poignardant. Molly est désormais, la seule campeuse restante dans le groupe d'Angela. 
Le matin suivant, Angela est convoquée au bureau d'Oncle John où son collègue T.C a rapporté le fait qu'Angela ait renvoyé la majorité des campeuses de son groupe à la maison et qu'elle a également renvoyé deux campeurs du groupe de T.C. Oncle John et ce dernier, ne sont, toutefois, pas au courant qu'Angela a tué toutes ses campeuses. À la suite de cela, Angela est renvoyée et attristée d'avoir perdu son titre de "meilleure monitrice du camp", elle discute quelques minutes avec Molly accompagnée de Sean. Cependant, Sean entra dans le chalet abandonné où Angela mettait les corps des campeurs qu'elle avait tué. Désormais au courant de tout, Angela ligote Sean et Molly, pendant que T.C, tente de chercher Sean. Cette dernière tue T.C en l'aspergeant d'acide au visage, puis Sean fait le lien entre Angela Johnson et Angela Baker. Voyant son masque tombé, Angela passe aux aveux et avoue qu'elle est bel et bien Angela Baker, responsable du massacre du camp Arawak, cinq ans plutôt, qu'elle a dû suivre deux années de thérapies à base d'électrochocs et une chirurgie de réattribution de sexe et qu'elle est désormais "guérie". Sean avoue qu'il connaissait toute l'affaire du camp Arawak car son père était l'un des policiers qui a procédé à l'arrestation d'Angela et qu'il n'hésiterait pas à dire à son père qu'Angela est de retour dans sa folie meurtrière. Écoutant cela et voyant que Sean dit la vérité, elle le décapite, sous le regard horrifié de Molly. Toutefois, Angela refuse de tuer Molly, puisque parmi toute les campeuses du groupe, Molly était la plus calme et la plus sage. 
Pendant qu'Angela déplace les corps, Molly parvient à se défaire de ses liens et à s'enfuir. Mais Angela la poursuit, mais Molly tomba d'une petite falaise et perd conscience, Angela la laisse pour morte jusqu'au soir, où Molly repris légèrement conscience et tenta de trouver de l'aide. Au même moment, Diane, une autre monitrice revint au camp où elle surpris deux jeunes campeurs en train de faire du voyeurisme, mais elle découvre que les deux jeunes avaient la gorge tranchée et les yeux arrachés, elle se réfugie dans le bureau du directeur, Oncle John et découvre qu'il s'est fait trancher la gorge, avec la main coupée. Angela se faufile derrière et poignarde Diane. Cette dernière se changea et se fit passer pour une auto-stoppeuse avant qu'elle ne tue la conductrice qui l'avait pris sur le bord de la route. Molly qui avait enfin repris toute ses esprits vit une route et une voiture s'approche d'elle. En s'approchant du conducteur, Molly se rendit compte que la conductrice était Angela, laissant son sort incertain.

## Fiche technique
- Titre original : Sleepaway Camp 2: Unhappy Campers
- Réalisation : Michael A. Simpson
- Scénario : Fritz Gordon d'après Robert Hiltzik
- Durée : 80 min
- Genre : horreur / thriller
- Date de sortie : 
  - États-Unis : 26 août 1988

## Distribution
- Pamela Springsteen : Angela Baker / Johnson
- Renée Estevez : Molly
- Tony Higgins : Sean
- Valerie Hartman : Ally
- Brian Patrick Clarke : T.C.
- Walter Gotell : Oncle John
- Susan Marie Snyder : Mare
- Terry Hobbs : Rob
- Kendall Bean as Demi
- Julie Murphy : Lea
- Carol Chambers : Brooke
- Amy Fields : Jodi
- Benji Wilhoite : Anthony
- Walter Franks III : Judd
- Justin Nowell : Charlie
- Heather Binion : Phoebe
- Jason Ehrlich : Emilio
- Carol Martin Vines : Diane
- Tricia Grant : une fille
- Jill Jane Clements : la femme dans le camion